# Яновице-Вельке (гмина)
Яновице-Вельке (пол. Janowice Wielkie) — сельская гмина (волость) в Польше, входит как административная единица в Еленегурский повет, Нижнесилезское воеводство. Население 4080 человек (на 2004 год).

## Демография
| Перепись                       | Всего   | Всего | Женщины | Женщины | Мужчины | Мужчины |
| ------------------------------ | ------- | ----- | ------- | ------- | ------- | ------- |
| Единицы                        | человек | %     | человек | %       | человек | %       |
| Население                      | 4080    | 100   | 2067    | 50,7    | 2013    | 49,3    |
| Плотность населения (чел./км²) | 70,2    | 70,2  | 35,6    | 35,6    | 34,7    | 34,7    |

## Сельские округа
1. Яновице-Вельке
2. Комарно
3. Медзянка
4. Мнишкув
5. Радомеж
6. Тшциньско

## Достопримечательности
Вблизи деревни Яновице-Вельке разрушенный замок Больчув.

## Соседние гмины
1. Гмина Болькув
2. Еленя-Гура
3. Гмина Ежув-Судецки
4. Гмина Каменна-Гура
5. Гмина Марцишув
6. Гмина Мыслаковице
7. Гмина Свежава
8. Войцешув